# 2. Damenbundesliga 2015 (Football)
Die 2. Damenbundesliga 2015 war die achte Saison der zweithöchsten Spielklasse im American-Football in Deutschland für Frauen seit ihrer Neugründung.
Im Finale gewannen die Mainz Golden Eagles Ladies gegen die München Rangers Ladies mit 30:12.
Neben den Mainzerinnen, die durch den Finalsieg das Aufstiegsrecht bekamen, stiegen ebenso die Münchnerinnen und die Stuttgart Scorpions Sisters in die 1. Bundesliga auf um dort die Mannschaftsdichte zu erhöhen.

## Modus
Die Spiele werden mit 9 gegen 9 Spielerinnen ausgetragen (mindestens 5 an der LOS) und haben eine Dauer von 4 × 8 Minuten. Am Spieltag müssen die Teams mindestens jeweils 13 spielfähige Spielerinnen antreten lassen. Führt ein Team mit mehr als 35 Punkten, wird die Mercy-Rule angewandt und das Spiel beendet.
In der Saison 2015 treten insgesamt neun Teams in zwei getrennten Gruppen an (sechs in Gruppe Nord, drei in Gruppe Süd). Jede dieser Gruppen trägt ein doppeltes Rundenturnier aus, wobei jedes Team einmal das Heimrecht genießt. Nach jeder Partie erhält die siegreiche Mannschaft zwei und die besiegte null Punkte. Bei einem Unentschieden erhält jede Mannschaft einen Punkt. Die Punkte des Gegners werden als Minuspunkte gerechnet. Nach Beendigung des Rundenturniers wird eine Rangliste ermittelt, bei der zunächst die Anzahl der erzielten Punkte entscheidend ist. Bei Punktgleichheit entscheidet der direkte Vergleich.
Nach den Rundenturnieren spielen die jeweils zwei bestplatzierten Mannschaften in zwei Play-off-Runden um das Aufstiegsrecht in die 1. Damenbundesliga (DBL).

In den Play-offs um den Aufstieg wird über Kreuz gespielt. Das heißt, der Gruppenerste spielt gegen den Zweiten der jeweils anderen Gruppe in einem Halbfinale. Entsprechend spielt der Gruppenzweite gegen den Ersten der jeweils anderen Gruppe. Hierbei genießen die Gruppenersten jeweils Heimrecht. Die siegreichen Teams treten im Finale gegeneinander an.

## Teams
In der Gruppe Nord haben die folgenden Teams am Ligabetrieb teilgenommen:
- Aachen Vampires Damen (zuvor Gruppe West)
- Bielefeld Bulldogs (zuvor Gruppe West)
- Bochum Miners (zuvor Gruppe West)
- Braunschweig Lady Lions
- Cologne Falconets
- Hamburg Blue Devilyns

In der Gruppe Süd haben die folgenden Teams am Ligabetrieb teilgenommen:
- Mainz Golden Eagles Ladies
- München Rangers Ladies
- Stuttgart Scorpions Sisters (zurück nach einem Jahr)

## Saisonverlauf
In der Saison 2015 nahmen wie im Vorjahr neun Teams der 2. Bundesliga teil, die in dieser Saison allerdings wie ursprünglich in zwei Gruppen unterteilt waren. In diesem Jahr nahmen zudem die Stuttgart Scorpions Sisters nach einem Jahr den Spielbetrieb wieder auf.
In der Gruppe Nord gewannen ungeschlagen die Bochum Miners, deren letzte zwei Spiele ausfallen mussten. Im Halbfinale gegen die München Rangers Ladies verloren sie mit 24:26. Gruppenzweite wurden die Cologne Falconets.
Südmeister wurden die ebenso ungeschlagenen Mainz Golden Eagles Ladies vor den München Rangers Ladies. Das Halbfinalspiel gegen die Cologne Falconets gewannen die Mainzerinnen deutlich mit 48:6.
Das Finale am 13. September 2015 gewannen die Mainz Golden Eagles Ladies vor Heimkulisse gegen die München Rangers Ladies. Nach anfänglichem Rückstand von 8:12 nach dem ersten Viertel ließ Mainz keine weiteren Punkte mehr zu und gewann am Ende mit 30:12.

### Abschlusstabellen
| Gruppe Nord | Gruppe Nord             | Gruppe Nord | Gruppe Nord | Gruppe Nord | Gruppe Nord | Gruppe Nord | Gruppe Nord |    | Gruppe Süd                  | Gruppe Süd | Gruppe Süd | Gruppe Süd | Gruppe Süd | Gruppe Süd | Gruppe Süd | Gruppe Süd |
| #           | Team                    | Punkte      | Sp          | S           | U           | N           | TD-Pkt.     | #  | Team                        | Punkte     | Sp         | S          | U          | N          | TD-Pkt.    |            |
| ----------- | ----------------------- | ----------- | ----------- | ----------- | ----------- | ----------- | ----------- | -- | --------------------------- | ---------- | ---------- | ---------- | ---------- | ---------- | ---------- | ---------- |
| 1.          | Bochum Miners           | 16:00       | 18          | 8           | 0           | 0           | 394:970     | 1. | Mainz Golden Eagles Ladies  | 8:0        | 4          | 4          | 0          | 0          | 148:460    |            |
| 2.          | Cologne Falconets       | 16:40       | 10          | 8           | 0           | 2           | 264:100     | 2. | München Rangers Ladies      | 4:4        | 4          | 2          | 0          | 2          | 087:600    |            |
| 3.          | Hamburg Blue Devilyns   | 10:80       | 19          | 5           | 0           | 4           | 140:186     | 3. | Stuttgart Scorpions Sisters | 0:8        | 4          | 0          | 0          | 4          | 019:148    |            |
| 4.          | Braunschweig Lady Lions | 08:12       | 10          | 4           | 0           | 6           | 188:255     |    |                             |            |            |            |            |            |            |            |
| 5.          | Bielefeld Bulldogs      | 06:14       | 10          | 3           | 0           | 7           | 209:320     |    |                             |            |            |            |            |            |            |            |
| 6.          | Aachen Vampires Damen   | 00:18       | 19          | 0           | 0           | 9           | 052:289     |    |                             |            |            |            |            |            |            |            |

Erläuterung: = Play-off-Qualifikation, Stand: 13. September 2015 (Saisonende)

### Play-offs
|  | Halbfinale | Halbfinale                 | Halbfinale |  |  | Finale | Finale                     | Finale |
|  |            |                            |            |  |  |        |                            |        |
|  |            |                            |            |  |  |        |                            |        |
|  | N1         | Bochum Miners              | 24         |  |  |        |                            |        |
|  | S2         | München Rangers Ladies     | 26         |  |  |        |                            |        |
|  |            |                            |            |  |  | S1     | Mainz Golden Eagles Ladies | 30     |
|  |            |                            |            |  |  | S2     | München Rangers Ladies     | 12     |
|  | S1         | Mainz Golden Eagles Ladies | 48         |  |  |        |                            |        |
|  | N2         | Cologne Falconets          | 6          |  |  |        |                            |        |
|  |            |                            |            |  |  |        |                            |        |

#### Halbfinale
|                         |                   |  |               |                           |                        |  |  |
|                         | Bochum 29.08.2015 |  | Bochum Miners | \| \| 24 : 26 \| \| \| \| | München Rangers Ladies |  |  |
| (16:0, 0:14, 0:12, 8:0) | Bochum 29.08.2015 |  | Bochum Miners |                           | München Rangers Ladies |  |  |
|                         | 24 : 26           |  |               |                           |                        |  |  |
|                         |                   |  |               |                           |                        |  |  |

|                        |                  |  |                            |                          |                   |  |  |
|                        | Mainz 06.09.2015 |  | Mainz Golden Eagles Ladies | \| \| 48 : 6 \| \| \| \| | Cologne Falconets |  |  |
| (16:0, 24:0, 8:0, 0:6) | Mainz 06.09.2015 |  | Mainz Golden Eagles Ladies |                          | Cologne Falconets |  |  |
|                        | 48 : 6           |  |                            |                          |                   |  |  |
|                        |                  |  |                            |                          |                   |  |  |

#### Finale
|                  |                  |  |                            |                           |                        |  |  |
|                  | Mainz 13.09.2015 |  | Mainz Golden Eagles Ladies | \| \| 30 : 12 \| \| \| \| | München Rangers Ladies |  |  |
| (8:12, 8:0, 6:0) | Mainz 13.09.2015 |  | Mainz Golden Eagles Ladies |                           | München Rangers Ladies |  |  |
|                  | 30 : 12          |  |                            |                           |                        |  |  |
|                  |                  |  |                            |                           |                        |  |  |